# Angela Kindling
Angela Kindling ist eine ehemalige deutsche Radrennfahrerin.
Kindling wurde 1988 DDR-Meisterin im Straßenrennen, ein Jahr später wurde sie Vize-Meisterin hinter Petra Rossner. 1989 wurde sie Dritte der Gesamtwertung der Thüringen-Rundfahrt, beim tschechoslowakischen Rennen Gracia Orlová und belegte bei den Straßen-Weltmeisterschaften Platz 47. 1990 gewann sie die DDR-Winterbahn-Meisterschaft im Punktefahren.
Angela Kindling startete für den SC Turbine Erfurt.